# قرش أسود الأنف
قرش أسود الأنف (الاسم العلمي Carcharhinus acronotus)، نوع سمك من فصيلة البنبكيات وجنس القرش الترابي. وهي شائعة الوجود البحار المدارية وشبه المدارية في مياه غرب المحيط الأطلسي.

## معرض صور

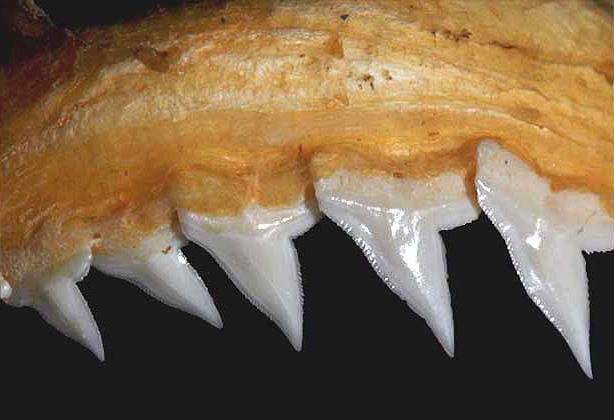
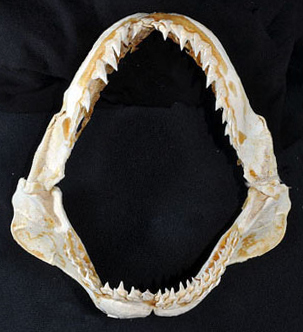
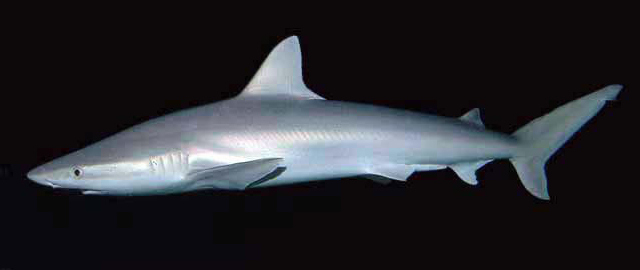
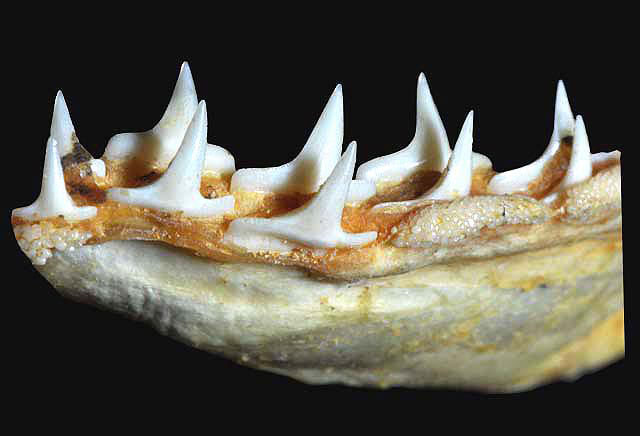